# Северн, Дэн
Дэниел ДиУэйн Северн (англ. Daniel DeWayne Severn, род. 8 июня 1958, Колдуотер, Мичиган) — американский боец смешанных боевых искусств, борец и рестлер.
Член Зала славы UFC, Северн считается одним из пионеров смешанных единоборств и первым настоящим борцом мирового класса, выступавшим в Ultimate Fighting Championship. Он наиболее известен своими успехами в первые годы существования UFC, где он стал единственным в истории UFC чемпионом Тройной короны. Северн также участвовал в турнирах King of the Cage, PRIDE FC, Cage Rage, WEC, RINGS и MFC, а его профессиональный рекорд в ММА составляет 101-19-7.
В рестлинге Северн является двукратным чемпионом мира, дважды выиграв титул чемпиона мира NWA в тяжёлом весе, причем его первое чемпионство длилось более четырёх лет, и членом Зала славы NWA. Во время своего почти годичного пребывания в World Wrestling Federation он работал под руководством Джима Корнетта и был известен тем, что выходил на ринг с многочисленными титулами UFC и NWA, которыми он владел. Он стал первым человеком, который одновременно выступал в UFC и WWF и одновременно владел титулами NWA и UFC. Северн является мировым рекордсменом, владея сразу 13-ю чемпионскими титулами. Он также единственный человек, трижды удостоенный чести быть включенным в Зал славы рестлинга имени Джорджа Трагоса и Лу Тесза.
В борьбе Северн дважды становился All-American в Университете штата Аризона и входил в состав олимпийской сборной США.

## Ранняя жизнь
Северн родился и вырос в Колдуотере, в средней части штата Мичиган, и вырос на ферме. Он многому научился на ферме и «не был белоручкой».
В младших классах средней школы Северн играл в баскетбол. Он с раннего возраста увлекался спортом. В подростковом возрасте он занимался боевыми видами спорта, участвуя в соревнованиях по борьбе. Он рассказывает, что тренер обратился к нему с просьбой заняться борьбой после того, как по его школе прошла болезнь, приведшая к нехватке участников.

## Карьера в борьбе
Северн долгое время занимался греко-римской и вольной борьбой. Его борцовская карьера началась в средней школе, и, по мнению многих, он был «абсолютной машиной» весом 87 кг. В 1976 году он выиграл национальные чемпионаты по обоим видам спорта и был назван «Выдающимся борцом средней школы в стране». До своего 18-летия он уже занимал шесть первых мест в стране в открытом дивизионе и участвовал в олимпийских просмотрах. По окончании студенческой карьеры Северн был введен в Зал славы борьбы Университета штата Аризона.

## Карьера в смешанных единоборствах
Северн был первым борцом мирового класса, выступившим в UFC. Таким образом, он предварил период господства на турнире таких бойцов, как Дон Фрай в UFC 8 и Марк Коулман в UFC 10 и 11. Северн пришёл в UFC в 1994 году на UFC 4: Revenge of the Warriors, где завоевал сердца многих фанатов, выполнив два потрясающих броска через голову в бою против Энтони Масиаса. В финале UFC 4 Северн был побежден Ройсом Грейси, который провел удушающий прием. Однако уже на турнире UFC 5: Return of the Beast Дэн стал чемпионом.
Северн также участвовал в Ultimate Ultimate 1995, на котором состоялись бои чемпионов UFC с восходящими звездами смешанных единоборств. За один день турнира Северн победил Пола Вареланса, Дэвида «Танка» Эббота и Олега Тактарова. Он также оказался сильнее в бою против Кена Шемрока на UFC 9 и завоевал титул чемпиона UFC Superfight.
Северн был менеджером своего друга, чемпиона UFC Дона Фрая, во время UFC 8. В 1999 году Северн основал новый чемпионат по смешанным единоборствам для любителей «The Danger Zone» и сам принимал в нём участие.

## Карьера в рестлинге

### Ранняя карьера
Северн достиг успехов в борьбе, но также является опытным рестлером, выступая в UWF International (UWF-I) в Японии, а также в National Wrestling Alliance (NWA) и World Wrestling Federation (WWF) в США. Северн утверждает, что Лу Тесз оказал влияние на рестлинг. Тесз позже стал фанатом Северна после того, как увидел его выступления в UWFi и UFC, восхваляя борцовские навыки Северна.
Северн начал выступать в рестлинге в 1992 году в UWF-I. В своем дебютном матче 25 ноября 1992 года он победил Юко Миято (также известного как Сигео Миято). Затем он победил таких бойцов, как Ёдзи Андзё и Киёси Тамуру. 14 февраля 1993 года Дэн Северн проиграл Нобухико Такаде. Это было первое официальное поражение Северна в рестлинге.
28 января 1994 года Северн начал выступать в All American Pro Wrestling (AAPW) и победил Синоби. Через день он победил своего бывшего тренера Эла Сноу на шоу AAPW. Северн начал переходить в другие промоушены, такие как Border City Wrestling (BCW) и Continental Championship Wrestling (CCW). 13 августа 1993 года в UWF-I Северн и Гэри Олбрайт победили Киёси Тамуру и Нобухико Такаду. Это был первый командный матч Северна. 1993 год стал первым годом, когда Северн попал в рейтинг Pro Wrestling Illustrated под номером 389.
6 января 1995 года на шоу NWA Sabu Северн победил Джонни Джонсона в матче «Рестлер против боксера». 18 февраля 1995 года на шоу MTW Северн был претендентом номер один на титул чемпиона Midwest Territorial Wrestling в тяжелом весе против Брюзера Бедлама. Однако матч закончился без результата, в результате чего Бедлам сохранил титул.

### National Wrestling Alliance (с 1995)
В 1995 году он вступил в National Wrestling Alliance и в шоу Smoky Mountain Wrestling (SMW) победил Криса Кандидо, завоевав свой первый титул чемпиона мира NWA в тяжелом весе. В том же году Северн стал чемпионом турнира UFC 5, став первым и единственным человеком, одновременно владеющим чемпионскими титулами в ММА и рестлинге. Северн владел титулом чемпиона NWA в течение четырёх лет, что стало самым долгим сроком его владения за последние два десятилетия и третьим по продолжительности в истории пояса. Северн защищал титул в различных промоушенах NWA, таких как NWA New Jersey и Outaia Pro Wrestling.
В 1995 году Северн занял 4-е место в рейтинге «Самый вдохновляющий рестлер» и 35-е место в рейтинге PWI 500 по версии Pro Wrestling Illustrated.
В 2010 году Северн был введен в Зал славы NWA.

### World Wrestling Federation (1997—1999)
Северн впервые появился в World Wrestling Federation (WWF) 23 июня 1997 года с титулом чемпиона мира NWA в тяжёлом весе, присоединившись к команде комментаторов. К этому моменту Северн ещё не подписал контракт с WWF. Он комментировал матч Кена Шемрока против Рокабилли. Кен выиграл матч, после матча они встретились взглядами и в конце концов пожали друг другу руки.
Будучи чемпионом NWA, Северн дебютировал в WWF в 1998 году во время сюжетной линии, в которой NWA вторглась в WWF. Во время своего пребывания в WWF Северн также выступал на территориях NWA. В своем дебютном матче он быстро победил Флэша Фанка. Недолго он был под руководством Джима Корнетта, который комментировал его матчи. Во время своего выхода он и Джим несли свои титулы, состоящие из чемпионских поясов UFC/MMA и титула чемпиона мира NWA в тяжелом весе. Корнетт заявил, что «у него так много титулов, что некоторые он держит дома, потому что не может взять их в аэропорт», поэтому Дэн взял с собой свои самые престижные чемпионаты. Его персонаж изображался как хил. Он победил нескольких противников, таких как Савио Вега и Мош, быстро и продемонстрировав свой стиль и способности в смешанных единоборствах. Это привело к победной серии. Вторжение NWA было коротким и ознаменовалось дебютом «Полуночного экспресса» и обновленного Джеффа Джарретта.

## Титулы и награды

### Борьба
- Член зала славы борьбы Университета штата Аризона
- Финалист летних Олимпийских игр 1980 года
- 13-кратный чемпион национальных чемпионатов AAU по борьбе с 1982 по 1994 год
- Финалист летних Олимпийских игр 1984 года
- Победитель Кубка Канады 1985 года[16]
- Финалист летних Олимпийских игр 1988 года

### Смешанные боевые искусства
- Elite-1 MMA
  - Чемпион Elite-1 MMA в супертяжелом весе
- Continental Freefighting Alliance
  - Чемпион CFA в супертяжелом весе
- Gladiator Challenge
  - Чемпион Gladiator Challenge в супертяжелом весе
- The Danger Zone
  - Undefeated in Danger Zone single bout competition
- Ultimate Fighting Championship
  - Победитель турнира UFC 5
  - Победитель турнира Ultimate Ultimate 1995 года
  - Победитель супербоя UFC
  - Второе место на турнире UFC 4
  - Член Зала славы UFC
  - Приз зрительских симпатий UFC[англ.] [17]

### Рестлинг
- Great American Mat Endeavors
  - Чемпион GAME в супертяжелом весе (1 раз)[18]
- Global Wrestling Alliance
  - Чемпион GWA в супертяжелом весе (3 раза)[18]
- National Championship Wrestling
  - Чемпион NCW в супертяжелом весе (1 раз)[18]
- National Wrestling Alliance
  - Чемпион Великобритании в супертяжелом весе NWA (1 раз)
  - Чемпион мира в тяжёлом весе NWA (2 раза)
- Price of Glory Wrestling
  - Чемпион PoG в супертяжелом весе (1 раз)
- Pro Wrestling Illustrated
  - PWI ставит его под № 35 в списке 500 лучших рестлеров 1995 года[19]
  - PWI ставит его под № 252 в списке 500 лучших рестлеров 2003 года[20]